# ۶۷۰ (پیش از میلاد)
۶۷۰ (پیش از میلاد) ۶۷۰مین سال قبل از تقویم میلادی است.